# Outlook Express
Outlook Express, dawniej znany jako Microsoft Internet Mail and News – nierozwijany program do obsługi poczty elektronicznej i czytnik grup dyskusyjnych, dołączany do przeglądarki Internet Explorer w wersjach 3.0 – 6.0. W tej postaci stanowił komponent systemów Windows, począwszy od Windows 98 aż do wydania Windows Server 2003. Aplikacja była dostępna także dla Windows 3.x, Windows NT 3.51, Windows 95, Mac System 7, Mac OS 8 i Mac OS 9. W systemie Windows Vista została zastąpiona przez Pocztę systemu Windows.
Outlook Express jest inną aplikacją wobec Microsoft Outlook. Te dwa programy nie wywodzą się z tego samego kodu źródłowego, jednakże dzielą wspólną filozofię architekturalną. Podobne nazewnictwo wprowadzało wielu ludzi w błąd, mylnie sugerując, że Outlook Express jest okrojoną wersją programu Microsoft Outlook. Outlook Express wykorzystuje Książkę adresową do przechowywania informacji o kontaktach i jest z nią mocno zintegrowany. W Windows XP integruje się również z komunikatorem Windows Messenger.

## Historia
Wersja 1.0 została wydana w 1996 roku pod nazwą Microsoft Internet Mail and News, w następstwie po opublikowaniu Internet Explorer 3. Dodatek ten poprzedzał profil Internet Mail dla Microsoft Exchange 4.0 dołączonego do Windows 95. Wersja 2.0 została opublikowana na koniec 1996 roku. Microsoft Internet Mail and News obsługiwał jedynie wiadomości zredagowane tzw. tekstem otwartym (ang. plain text) i Rich Text Format, nie mając żadnego wsparcia dla e-maili HTML.
W 1997 roku program został przebudowany, zmieniono jego nazwę na Outlook Express oraz dołączono do Internet Explorer 4. Plik wykonywalny w systemach Windows, msimn.exe, jest pozostałością z czasów Internet Mail and News. Podobnie jak Internet Explorer 4, Outlook Express może być uruchamiany w systemach Mac OS 7, OS 8 i OS 9.
Jedna z wersji beta Outlook Express 5 zawierała zaawansowany i adaptacyjny filtr antyspamowy; funkcja ta została usunięta tuż przed premierą wersji finalnej. Na różnych stronach internetowych i grupach dyskusyjnych krążyły spekulacje, według których mechanizm ten nie był w pełni dopracowany. Po niecałych dwóch latach podobny system, wykorzystujący pokrewną metodę adaptacji, pojawił się jako element Microsoft Outlook.
Internet Explorer 5 wymagał Outlook Express 5 aby móc zapisywać strony internetowe w postaci zarchiwizowanej (MHTML).
Outlook Express 6 jest ostatnią wersją aplikacji. Posiada podobny interfejs względem wersji 5. Była dołączona do systemu Windows XP.

## Obsługiwane formaty plików[4]
- .dbx – Outlook Express Email Folder
- .email – Outlook Express Email Message
- .eml – Outlook Express Mail Message
- .idx – Outlook Express Mailbox Index File
- .mbx – Outlook Express Mailbox
- .mim – Multi-Purpose Internet Mail Message File
- .mime – Multi-Purpose Internet Mail Extension
- .ms-tnef – MS Transport Neutral Encapsulation Format
- .nch – Outlook Express Folder File
- .ods – Outlook Express 5 Mailbox (nie mylić z arkuszem kalkulacyjnym formatu OpenDocument)
- .oeb – Outlook Express Backup Wizard File
- .pab – Personal Address Book
- .pst – Outlook Personal Information Store File
- .sig – Signature File
- .vcf – vCard File
- .wab – Windows Address Book
- .nws – Outlook Express News Message[5]

## Wersje dla Windows
- Microsoft Internet Mail and News 1.0 opublikowano w 1996 r. razem z Internet Explorer 3.
- Microsoft Internet Mail and News 2.0 został wydany później w 1996.
- Outlook Express 4.0, który był składnikiem Windows 98 (czerwiec 1998) i zintegrowany z Internet Explorer 4, przechowywał wiadomości w plikach *.mbx (podobnie do formatu Mbox w systemach uniksopodobnych).
- Outlook Express 5.0, dołączany do Windows 98 Second Edition (SE) (czerwiec 1999) oraz zintegrowany z Internet Explorer 5, stosował pliki *.dbx, z odrębnym plikiem dla każdego folderu skrzynki.
- Outlook Express 5.01 występował w Windows 2000 (luty 2000) oraz zintegrowany z Internet Explorer 5.01.
- Outlook Express 5.5 był częścią Windows Me (czerwiec 2000) oraz składnikiem Internet Explorer 5.5.
- Outlook Express 6.0 dołączono do Windows XP (październik 2001) i zintegrowano z Internet Explorer 6.

## Wersje dla Mac
- Outlook Express 4.0 był częścią pakietu Microsoft Office 98 Macintosh Edition.
- Outlook Express 5.01 był zintegrowany z with Internet Explorer 5.
- Outlook Express 5.01 dołączano do Internet Explorer 5.01.
- Outlook Express 5.5 dołączano do Internet Explorer 5.5.

## Zamienniki
We wczesnych kompilacjach Windows Vista, gdy system był rozwijany pod nazwą „Longhorn” występował Outlook Express 7. Wykorzystywał on WinFS do zarządzania i przechowywania kontaktami oraz innymi danymi.
Do gotowego systemu Windows Vista dołączono następcę Outlook Express, znanego jako Poczta systemu Windows.

## Krytyka

### Standardy poczty elektronicznej
Począwszy od tekstowego polecenia mail, e-maile zawierały wstawki lub formę wyświetlania odpowiedzi poniżej źródłowej wiadomości. Outlook Express, podobnie jak Lotus Notes i Microsoft Outlook, domyślnie wyświetla odpowiedzi (w kolejności od najnowszych do najstarszych) na górze.
Microsoft Outlook i Microsoft Exchange używają własnościowego formatu załącznika, nazywanego Transport Neutral Encapsulation Format (TNEF), do obsługiwania formatowania i innych specyficznych funkcji Outlooka w razie konieczności. Outlook Express i inne klienty poczty elektronicznej nie potrafią odczytać tego formatu. Może być to mylące dla użytkowników Outlook Express (a także innych czytników) otrzymujących załączniki wysłane z programu Outlook.

### Uszkodzenie bazy danych
Outlook Express podatny jest na liczne problemy mogące przyczynić się do uszkodzenia plików bazy danych, szczególnie gdy baza danych powiększa swój rozmiar z powodu zwiększającej się liczby przechowywanych wiadomości i w trakcie kompaktowania bazy danych. Doprowadziło to do pojawienia się oprogramowania mającego za zadanie utworzyć kopię zapasową, przywrócić i odzyskać uszkodzone pliki. Powstał również otwarty projekt UnDBX, który wydaje się być skutecznym w odzyskiwaniu uszkodzonych baz danych. Firma Microsoft wydała również dokumentację mogącą pomóc poprawić niektóre błędy i przywrócić dostęp do wiadomości bez konieczności używania programów firm trzecich.
Jednakże po zastosowaniu najnowszych poprawek, Outlook Express przed procesem kompaktowania bazy danych wykonuje kopie zapasowe plików .dbx. Przechowywane są w Koszu. W sytuacji wystąpienia błędu podczas kompaktowania i utraty zapisanej poczty, użytkownik może wydostać plik .dbx z systemowego Kosza.

### Bezpieczeństwo
Outlook Express był jednym z pierwszych klientów poczty elektronicznej obsługujących wiadomości HTML i skrypty. Rezultatem tego były powszechne infekcje poczty wirusami. Dawniej, inną luką w zabezpieczeniach była możliwość automatycznego uruchamiania załączonych skryptów. Inny błąd w mechanizmie obsługi załączników powodował pojawianie się plików wykonywalnych pod postacią niegroźnych załączników, takich jak np. pliki graficzne. Otwarcie lub podgląd wiadomości mogło spowodować wykonanie określonego kodu bez wiedzy i/lub zgody użytkownika. Outlook Express wykorzystuje Internet Explorera do renderowania e-maili HTML. Internet Explorer posiadał wiele luk w zabezpieczeniach.
Wraz z Outlook Express Service Pack 2 (część Windows XP SP2) Microsoft próbował załatać dziury. Obecnie, Outlook Express domyślnie blokuje wyświetlanie obrazów w wiadomościach. Program wykorzystuje jedynie strefę witryn z ograniczeniami dla e-maili HTML, wewnątrz której zablokowane jest wykonywanie skryptów oraz nałożone są ograniczenia wyświetlania zawartości. Aplikacja ostrzega również podczas próby otwarcia potencjalnie złośliwych załączników.

### Obsługa wiadomości podpisanych PGP/MIME
Outlook Express nie radzi sobie ze standardem MIME i nie będzie wyświetlać treści podpisanej wiadomości. Użytkownicy otrzymują e-mail z załącznikiem (jeden z tekstem wiadomości i osobny z sygnaturą), co zmusza do otwarcia załącznika aby odczytać treść. Jeżeli e-mail był wielokrotnie przesyłany dalej, użytkownicy muszą po kolei otwierać załączniki celem dotarcia do pierwotnej wiadomości. Błąd ten nadal nie został wyeliminowany. Właściwe zachowanie opisane jest w dokumencieRFC 1847 ↓. W przypadku wysyłania odpowiedzi lub przesyłania dalej maila posiadającego cyfrowy podpis, Outlook Express zwraca komunikat błędu i nie pozwala na dalszą pracę jeżeli nie ma zainstalowanego cyfrowego podpisu nadawcy.

### Rozszerzalność oprogramowania
Outlook Express nie posiada udokumentowanego modelu obiektu takiego jak w Microsoft Outlook. Programatyczny dostęp do lub kontrola nad Outlook Express dla niestandardowych aplikacji lub wtyczek nie jest oficjalnie udokumentowana i wspierana przez Microsoft. Interfejsy IStoreNamespace i IStoreFolder zostały opisane w 2003 roku, jednakże dotyczą one wyłącznie przechowywania.
Niektóre przedsiębiorstwa opracowały własne wtyczki ingerujące w interfejs poprzez mechanizm hooków. Jedną z ważniejszych była wtyczka PGP, ponieważ była jedynym przykładem działającej wtyczki z otwartym kodem źródłowym (na licencji GNU General Public License). W 2003 roku pewne firmy oferowały komercyjne narzędzia do opracowywania wtyczek.

### Niekompatybilność z funkcją sprawdzania pisowni w Office 2007
Outlook Express nie posiada dedykowanego modułu sprawdzania pisowni. Gdy jest zainstalowany pakiet Microsoft Office, program może wykorzystywać pochodzące stamtąd moduły. Jednakże moduły sprawdzania pisowni pochodzące z Office 2007, z wyjątkiem obsługi języka francuskiego, są niekompatybilne z Outlook Express. Firma Microsoft wie o istnieniu tego problemu, jednak nie oferuje żadnego rozwiązania. Problem ten można rozwiązać poprzez zainstalowanie dowolnego narzędzia sprawdzania pisowni z wcześniejszych wersji pakietu Office lub aplikacji firm trzecich dla Outlook Express. Windows Live Mail, bazujący na kodzie źródłowym Poczty systemu Windows, zawiera wbudowany moduł sprawdzania pisowni (dla angielszczyzny amerykańskiej i wielu innych języków) oraz jest dostępny za darmo dla Windows XP.

### Inne usterki i nietypowe aspekty
Wciśnięcie przycisku anulowania w trakcie wysyłania wiadomości nie w pełni powstrzymuje wiadomość przed jej wysłaniem. Podobnie, w trakcie importu plików Personal Storage Table (.pst), próba anulowania doprowadza jedynie do przerwania importu bieżącego folderu i kontynuowania procesu z następnym. Co więcej, Outlook Express obsługuje pliki .dbx o rozmiarze nieprzekraczającym 2 GB i może mieć problemy z wydajnością w trakcie przetwarzania plików o wielkości dochodzącej do tego limitu.